# Thaisella mariae
Thaisella mariae is een slakkensoort uit de familie van de Muricidae. De wetenschappelijke naam van de soort is voor het eerst geldig gepubliceerd in 1954 door Morretes.